# 줄리아 레논
줄리아 스탠리 레넌(영어: Julia Stanley Lennon 줄리아 스탠리 레넌[*], 혼전 성은 주디(Judy), 1914년 3월 12일 ~ 1958년 7월 15일)은 영국의 싱어송라이터인 존 레논의 어머니이다. 영국 해군 부사관 출신 노동자인 앨프리드 레논의 첫 번째 부인이며 그와의 사이에서 존 레논을 낳았다.

## 생애
1938년 12월 3일, 영국 해군 부사관이던 2년 연상의 앨프리드 레논과 결혼하여 1940년 10월 9일 아들 존 레논을 얻었다. 줄리아의 언니인 미미 스미스가 리버풀의 사회복지부에 요청한 후, 그녀는 레논의 양육권을 언니에게 넘겨주었다.
1942년 웨일스 출신의 영국 육군 부사관 태피 윌리엄스와 사통하여 3년 후 1945년 6월 19일 장녀 잉그리드 빅토리아 페더슨을 낳았으나, 가족들의 압력으로 입양을 포기하고 페더슨 가(Pedersen 家)에 입양시켰다. 이듬해 1946년 남편 앨프리드 레논과 별거하고, 그 와중에 4년 연하의 존 앨버트 디킨스라는 영국 남성과 동거하여 1947년 3월 5일 차녀 줄리아 디킨스를 낳았고 1949년 10월 26일 3녀 재클린 디킨스를 낳았다. 그녀는 남편과 이혼하지 않았으며, 남은 생애 동안 사실혼 관계로서 디킨스의 아내로 살기를 원했다.
줄리아는 강렬하고, 충동적이고, 음악적이었으며, 유머 감각이 강했다. 그녀는 존 레논에게 밴조와 우쿨렐레를 연주하는 방법을 가르쳤다. 그녀는 거의 매일 아들과 접촉했으며, 존 레논은 10대 시절에 그녀와 디킨스의 집에서 밤새 머무르며 지내기도 했다. 1958년 7월 15일, 그녀는 언니의 집 근처인 맨러브 거리 251번지에서 비번이었던 경찰관이 만취한 채로 운전하던 차에 치여 향년 44세로 사망하였다. 존 레논은 그녀의 죽음으로 인해 마음에 큰 상처를 입었고 〈Julia〉와 〈Mother〉를 비롯해 그녀에 대한 여러 곡을 썼다. 전기 작가 이안 맥도널드는 그녀를 "아들의 뮤즈"라고 썼다.

## 참고 자료
- Cavill, Guy (2011). 《The John Lennon Story》. G2 Entertainment (Kindle edition). ASIN: B0053H5PAU.
- Lennon, Cynthia (2005). 《John》. Hodder & Stoughton. ISBN 978-0-340-89828-4.
- MacDonald, Ian (2005). 《Revolution in the Head:The Beatles' Records and the Sixties》 Seco revis판. Pimlico. ISBN 978-1-84413-828-9.
- Miles, Barry (1997). 《Many Years From Now》. Vintage-Random House. ISBN 978-0-7493-8658-0.
- Miles, Barry; Charlesworth, Chris (1998). 《The Beatles: a diary》. Omnibus Press. ISBN 978-0-7119-6315-3.
- Norman, Philip (2008). 《John Lennon:The Life》. Harper Collins. ISBN 978-0-06-075401-3.
- Sheff, David & Golson, G. Barry (1981). 《The Playboy interviews with John Lennon and Yoko Ono》. Playboy Press. ISBN 978-0-87223-705-6.
- Spitz, Bob (2005). 《The Beatles: The Biography》. Little, Brown and Company (New York). ISBN 978-1-84513-160-9.
- The Beatles (2003). 《The Beatles Anthology》 (DVD). Apple Records. ASIN - B00008GKEG.